# Ліфт на ешафот (фільм)
«Ліфт на ешафот» (фр. Ascenseur pour l'échafaud) — французька кримінальна драма 1958 року, режисерський дебют режисера Луї Маля. Сценарій стрічки написано за однойменним романом Ноеля Калефа, що був опублікований у 1956 році.

## Сюжет
У VIII-му окрузі Парижа Жульєн Таверньє (Моріс Роне), колишній парашутист Іноземного легіону, ветеран воєн в Індокитаї і Алжирі, спланував зі своєю коханкою Флоранс (Жанна Моро) ідеальне вбивство її чоловіка та свого боса Симона Караля́ — збройового і нафтового магната. Жульєн залазить по мотузку в офіс жертви, удаючи, що закрився в кабінеті (за допомогою секретарки, не посвяченою в справу). Вбивство проходить гладко, проте, збираючись від'їжджати на машині, він бачить, що забув мотузок, що звисає з вікна, і вирішує за ним повернутися, залишивши машину відкритою і заведеною. По дорозі за мотузком Жюльєн застряє в ліфті, оскільки будівля закривалася на вихідні і сторож перед тим, як піти, вимкнув електрику. Водночас молода пара — автовикрадач Луї і квіткарка Веронік — викрадають машину Жульєна. Луї знаходить пістолет і міні-камеру в бардачку та починає уявляти себе секретним агентом та героєм війни, гасаючи з подругою на машині по нічному місту і шосе.
На ніч Луї і Веронік зупиняються в мотелі разом з німецькою подружньою парою, що випадково познайомилася з ними. Веронік робить знімки обох пар на камеру Таверньє. Вранці Луї намагається викрасти розкішний «Мерседес» німців, але німці його виявляють, і він вбиває їх пістолетом Жульєна. Луї і Веронік вдається втекти з місця злочину. Пізніше, усвідомивши неминучість відплати за злочин, Веронік намагається накласти на себе руки і переконує Луї зробити те ж саме, але не розраховує з дозу ліків.
Поліція йде по хибному сліду, розслідуючи версію, що вбивця — Жульєн. Докази неспростовні: адже Луї і Веронік зупинилися в мотелі під ім'ям подружньої пари Таверньє. За ним їдуть в офіс Караля. Включається електрика, і Жульєну вдається піти з будівлі непоміченим, в той час, як поліціянти знаходять труп його боса. Через деякий час Жульєна заарештовують в кафе за підозрою у вбивстві німецької подружньої пари.
Дружина Симона Флоранс бачила машину Жульєна з Веронік на пасажирському сидінні, але умовила сама себе, що помилилася. Тому вона вночі, незважаючи на зливу і грозу, шукає Жульєна і в одному з барів зустрічає його друга. О 5-й годині ранку їх обох заарештовують, але пізніше відпускають, дізнавшись, що вона — дружина Караля. Заголовки вранішніх газет свідчать, що Жульєн — вбивця туристів, проте Флоранс цьому не вірить, починає власне розслідування і швидко знаходить справжніх злочинців. Вона їде за Луї, який хоче забрати фотографії з мотелю, де його й заарештовує поліція. Флоранс і Жільєна звинувачують у вбивстві Симона Караля, оскільки на плівці з міні-камери є і їхні спільні фотографії, що свідчить про їх зв'язок і мотиви до вбивства Симона.

## У ролях
| • Моріс Роне      | … | Жульєн Таверньє                          |
| • Жанна Моро      | … | Флоранс Караля                           |
| • Жорж Пужулі     | … | Луї                                      |
| • Жан Валль       | … | Симон Караля                             |
| • Фелікс Мартен   | … | Крістіан Сюберві                         |
| • Юбер Дешам      | … | заступник                                |
| • Ліно Вентура    | … | комісар Шер'є                            |
| • Іван Петрович   | … | Хорст Бенкер                             |
| • Йорі Бертен     | … | Вероніка                                 |
| • Ельга Андерсен  | … | Фріда Бенкер                             |
| • Шарль Деннер    | … | інспектор на допиті Таверньє             |
| • Жан-Клод Бріалі | … | постоялець в мотелі (в титрах відсутній) |

## Знімальна група
- Автори сценарію — Луї Маль, Роже Нім'є, Ноель Калеф
- Режисер-постановник — Луї Маль
- Продюсер — Жан Тюїлльє
- Оператор — Анрі Декае
- Композитор — Майлз Девіс
- Монтаж — Леонід Азар
- Художник-постановник — Жан Мандаро, Ріно Монделіні

## Літературна основа
Сюжет фільму значно відрізняється від сюжету однойменного роману Ноеля Калефа. Зокрема, в літературному творі головний герой убиває не шефа (він же — чоловік його коханки), а свого кредитора; Жульєн мусить повернутися до офісу, щоб забрати забуті у своєму кабінеті документи, які можуть зруйнувати його алібі, а не через помічену мотузку, та багато іншого. Найсуттєвішим розходженням між книгою й фільмом є вирішення фіналу: у книзі Н. Калефа інсценоване Жульєном Таверньє самогубство не викликає жодних підозр у поліції, молода парочка, не запідозрена у вбивстві іноземних туристів, вкорочує собі віку, а Жульєн залишається звинуваченим у цьому злочині на основі речових доказів і свідчень очевидців та чекає на смертний вирок.

## Нагороди та номінації
| Список нагород та номінацій | Список нагород та номінацій | Список нагород та номінацій | Список нагород та номінацій | Список нагород та номінацій | Список нагород та номінацій |
| Кінопремія                  | Дата церемонії              | Категорія                   | Номінант(и)                 | Результат                   | Дж                          |
| --------------------------- | --------------------------- | --------------------------- | --------------------------- | --------------------------- | --------------------------- |
| Приз Луї Деллюка            | 1957                        | Найкращий фільм             | Ліфт на ешафот              | Перемога                    |                             |